# Federico Bongioanni
Federico Alejandro Bongioanni (Córdoba, 6 novembre 1978) è un ex calciatore argentino, di ruolo centrocampista.